# Philosophie ésotérique
Derrière l'ésotérisme qui  constitue une culture pouvant s'exprimer a travers un large éventail de mouvements, de domaines et de formes comme les arts, les sciences, les spiritualités, il existe une vision, une façon de voir, d’envisager, d’étudier l’Homme, le monde, l’univers. À toutes les époques et dans plusieurs endroits du monde, en Occident comme en Orient, on va rencontrer des pensées et des pratiques ayant des caractéristiques qui les unissent, leur donnent « un air de famille ». La philosophie ésotérique constitue le creuset et le réceptacle de cet ensemble d'imaginaires que l'on retrouvera derrière les termes de philosophia perrenis, gnose, philosophie naturelle, théosophie dans différentes circonstances historiques,,.
Ces idées et courants ésotériques se distinguent également en tant que troisième voie d'accès à la connaissance et à la culture, aux côtés de la foi doctrinale et de la rationalité scientifique. Tandis que la foi religieuse repose sur la révélation et l’autorité spirituelle, et que la raison privilégie l’analyse logique et l’empirisme, l’ésotérisme explore des formes de savoir symboliques, intuitives ou initiatiques. De ce fait, l’ésotérisme a fréquemment été marginalisé ou discrédité : perçu comme hérétique par les institutions religieuses et comme irrationnel ou pseudo-scientifique par les autres.

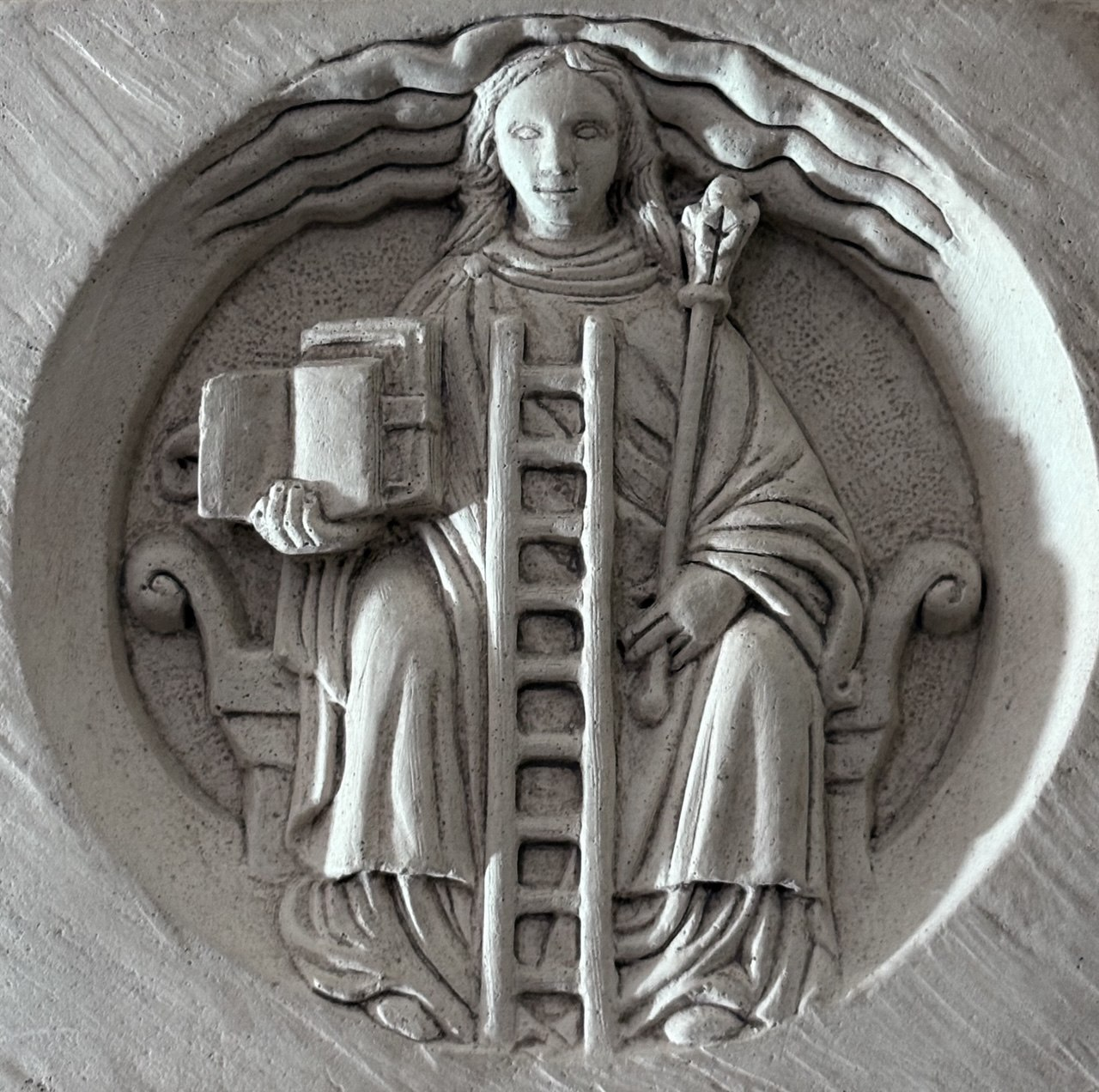
La philosophie - médaillon sculpté sur le pilier central de Notre Dame de Paris. Représentation symbolique des philosophies exotérique - livre ouvert et ésotérique - livre fermé.

Néanmoins, l’ésotérisme reste un terme controversé, longtemps négligé par la recherche académique qui a systématiquement rejeté et ignoré les sujets relevant de l'occulte ou de la pensée ésotérique, laissant ainsi la recherche sur ces sujets en grande partie à des passionnés extérieurs au monde universitaire. En effet, selon l'historien de l'ésotérisme Wouter J. Hanegraaff , le rejet des sujets dit occultes était considéré comme un marqueur d'identité crucial pour tout intellectuel cherchant à s'affilier à l'académie.

Plus récemment certains chercheurs ont redéfini l'ésotérisme pour désigner les traditions intérieures concernées par une dimension spirituelle universelle de la réalité, par opposition aux institutions et aux systèmes purement externes. Ces traditions présentes au cœur de toutes les religions et cultures du monde, sont le reflet d'une réalité cachée révélée par la pensée traditionnelle dite ésotérique en occident. Cette définition également la plus proche du sens originel du mot dans l'Antiquité, initialement développée par les ésotéristes eux-mêmes, est devenue populaire parmi les universitaires français au cours des années 1980, exerçant une forte influence sur les chercheurs Mircea Eliade, Henry Corbin et les premiers travaux d'Antoine Faivre. 
Boèce  « ... La philosophie avait des yeux ardents et plus perçant que la vision du commun des hommes, son teint était vif et sa vigueur inépuisable, bien qu'elle fût si chargée de siècles qu'il était impossible de la croire de notre temps ... tantôt le sommet de sa tête semblait frapper le ciel et comme elle se dressait fort haut, elle pénétrait aussi le ciel lui-même et trompait la vue et les regards. Les vêtements étaient faits de fils très fins, avec un art subtil et dans une matière indestructible ... elle les avait elle-même tissés de ses propres mains... on lisait en grec, brodés sur le bord, tout en bas, un Pi, tout en haut un Thêta et entre les deux lettres on voyait, à la manière d'une échelle, des sortes de degrés marqué d'un signe qui permettaient l'ascension du caractère inférieur au caractère supérieur ... Elle tenait de la main droite des opuscules, un sceptre de la main gauche». 

## Les 6 caractéristiques constitutives de la pensée ésotérique (d'aprèsAntoine Faivre)

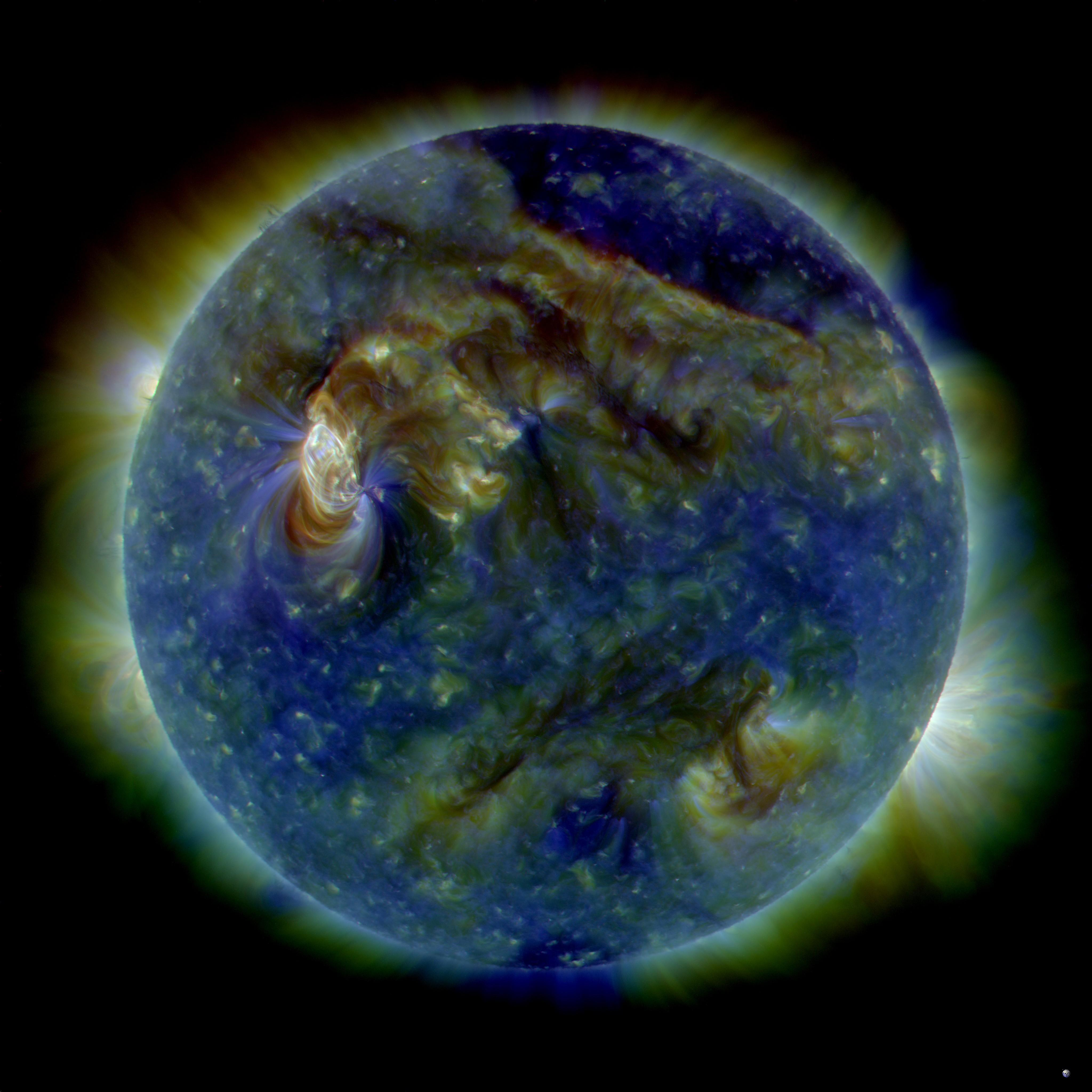
Hypothèse Gaïa - Terre mère du vivant.

Cette forme de catégorisation a été approuvée par des chercheurs comme Goodrick-Clarke, Bogdan, Kennet Granholm qui ont noté qu'elle était devenue « la définition standard » en usage et qu'elle exerce encore une influence parmi les chercheurs au delà même de l'étude de l'ésotérisme occidental.

### 1. La correspondance entre toutes les parties de l’univers

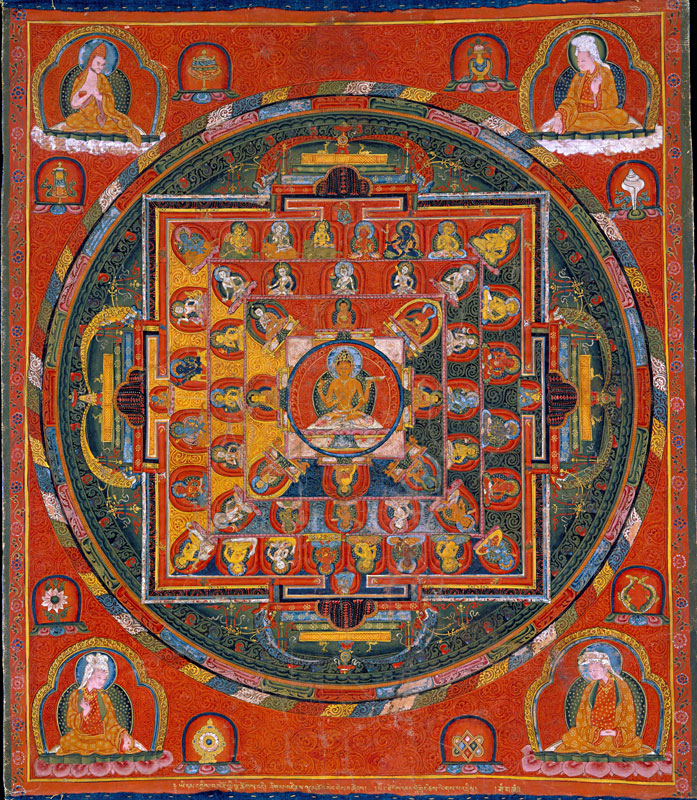
Mandala tibétain - correspondances entre l'un et le multiple.

Principe de correspondance selon lequel il existe des liens entre toutes les parties de l’univers (macrocosme et microcosme, monde visible et invisible). Ainsi la notion d'univers Un et de macrocosme/microcosme est omniprésente dans la pensée grecque antique, les sagesses égyptiennes et orientales. Ce qui permet via la pensée analogique et symbolique de relier les différents plans et mondes de l'univers.

### 2. L'univers considéré comme un vaste organisme vivant
L'univers et ses composantes sont perçues comme un être en évolution possédant une histoire, harmonieux et organisé dans tout ses plans des plus évidents aux plus subtils. La philosophie est une quête vers la connaissance des lois, finalités qui l'animent à l'image contemporaine de l'hypothèse Gaïa terre vivante. Faivre soutenait que tous les ésotéristes envisageaient l'univers naturel comme étant imprégné de sa propre force vitale et qu'en tant que tel, ils le comprenaient comme étant « complexe, pluriel, hiérarchique ».

### 3. L'imagination et de la médiation

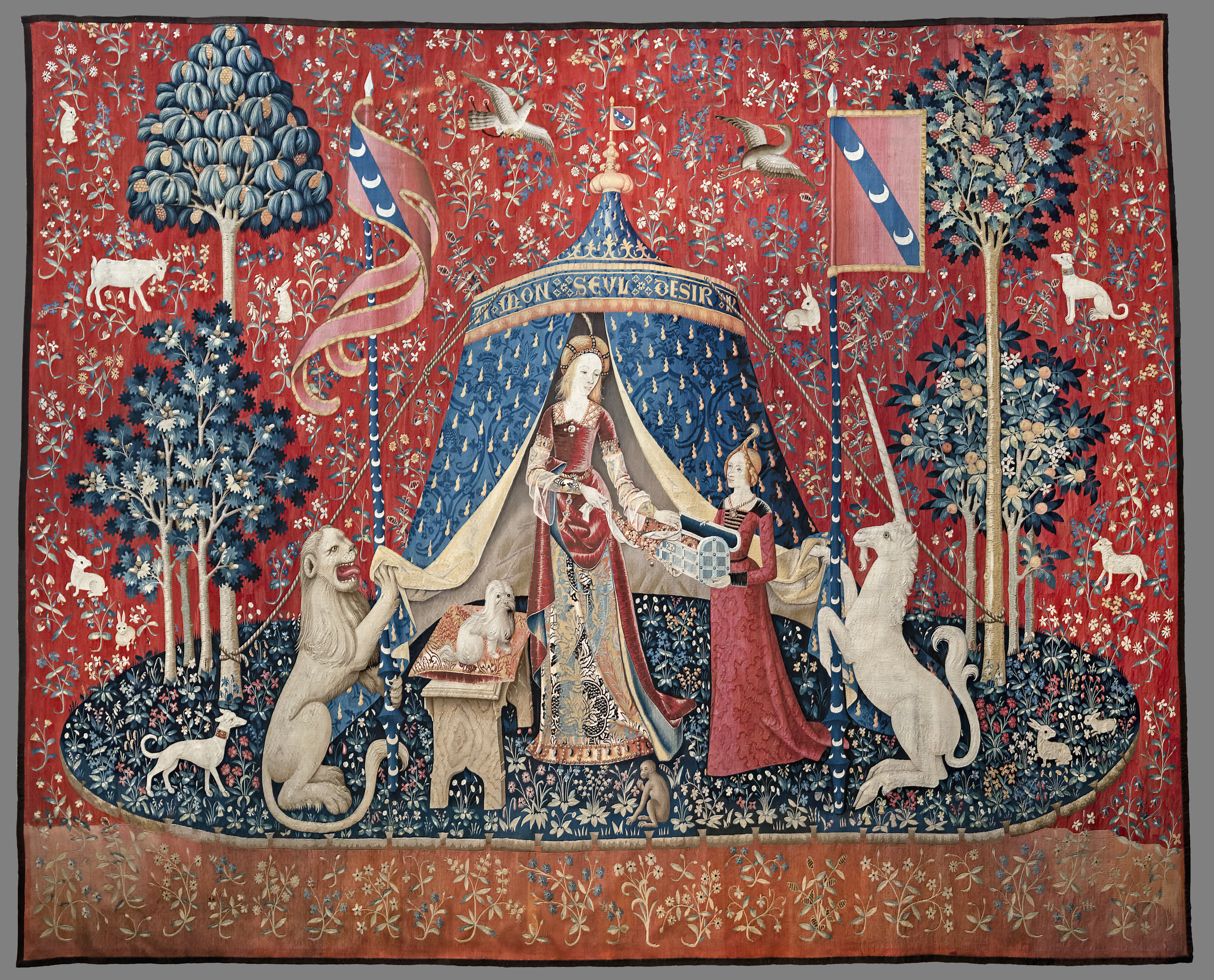
Dame à la licorne.

Deux notions complémentaires qui touchent le monde et le rôle des symboles et des rituels qui permettent de relier différents plans et niveaux de réalité pour ainsi accéder à la connaissance et agir sur la réalité.
Imagination qui amène une vision fruit d'une ascèse, d'une captation qui n'est pas fantaisie ou hallucination fruit d'une imagination malade d'une personnalité fragmentée, divisée ou dissociée. C'est ce qui fait que l'homme recherche dans l'art ésotérique le choc d'une rencontre avec l'invisible et non la contemplation d'une prouesse technique. L'art répond alors a la nécessité de l'expression du sacré par l'harmonie et la médiation symbolique. Plus que l'expression personelle d'un artiste inspiré, Il est avant tout expression d'une société et idéal social.

#### Vers une vision du monde réenchantée

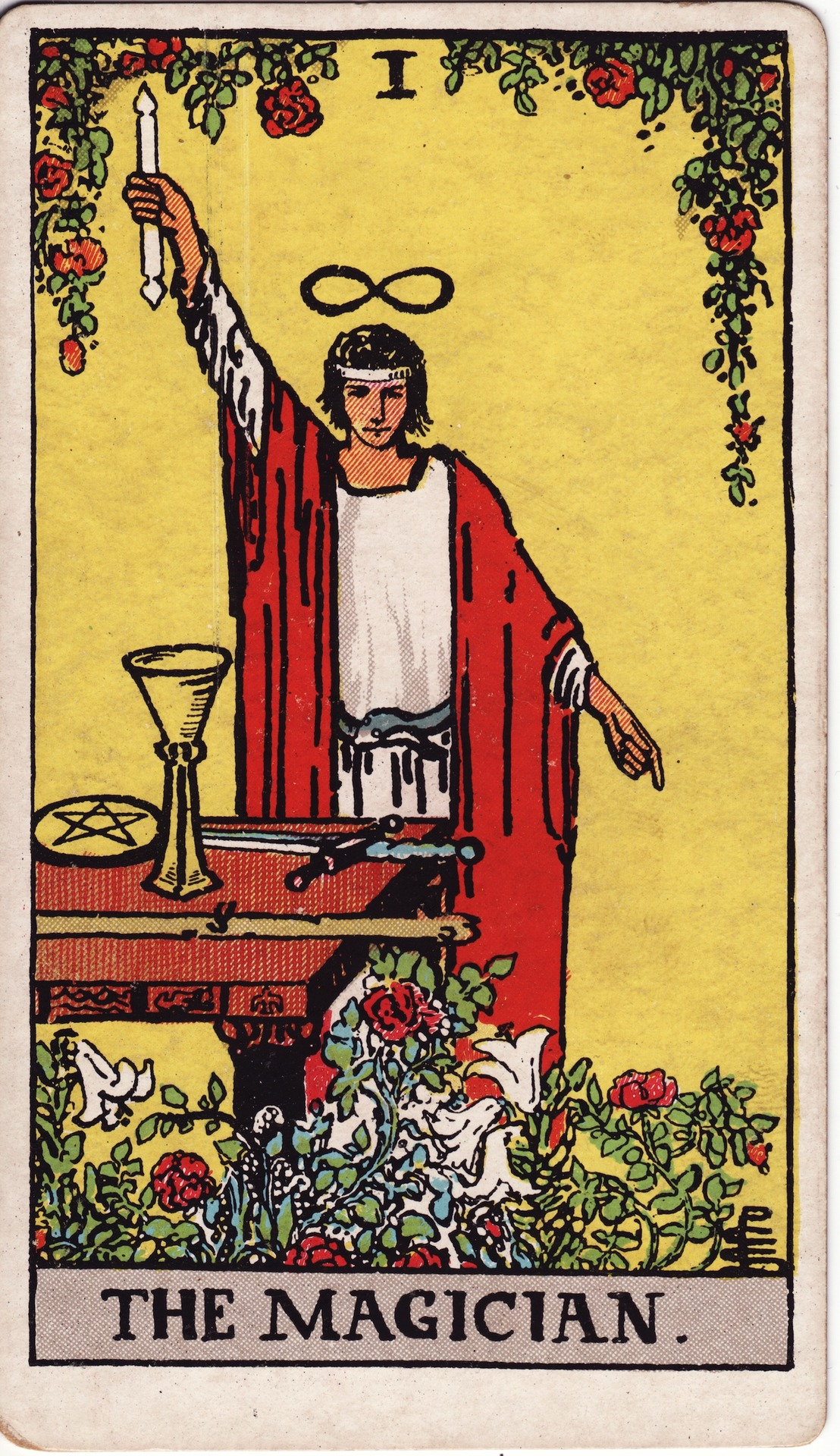
Le Magicien, une carte de tarot illustrant le concept hermétique de « comme en haut, ainsi en bas ». Faivre a relié ce concept aux « correspondances », sa première caractéristique définissant l'ésotérisme.

En contraste avec les visions du monde influencées par la science post- cartésienne, post- newtonienne et positiviste qui ces visions du monde qui postulent la croyance en une causalité instrumentale et cherchent à « désenchanter » le monde, l'approche ésotérique s'appuie sur la conviction que toutes les parties de l’univers sont interdépendantes au-delà des chaînes causales.
Elle se présente comme une alternative radicale aux visions du monde désenchantées qui dominent la culture occidentale depuis la révolution scientifique, et se trouve donc être sur ce point en contradiction avec la culture laïque. L'historienne de la pensée de la Renaissance, Frances Yates, fut l'une des premières à défendre cette fonction dans ses discussions sur la tradition hermétique, qu'elle considérait comme une alternative « enchantée » à la religion établie et à la pensée positiviste.

### 4. L'expérience de la transmutation
La quatrième caractéristique intrinsèque de l'ésotérisme relevée par Faivre était l'accent que les ésotéristes mettent sur la transformation fondamentale d'eux-mêmes par leur pratique, par exemple par la transformation spirituelle qui est censée accompagner l'atteinte de la sagesse ou de la gnose.
Elle constitue la finalité de l'initiation, vers un retour de l'être au noyau le plus intime de la personne humaine, un processus  nommé V.I.T.R.I.O.L. par les alchimistes pour « Visita Interiorem Terrae Rectificando Invenies Operae Lapidem », c'est-à-dire « Descend dans les entrailles de la Terre, en distillant tu trouveras la pierre de l’œuvre ». La pierre de l’œuvre constitue le noyau insécable sur lequel le postulant pourra bâtir une autre personnalité, un homme nouveau.

### 5. L'importance de la transmission
Elle consiste à mettre l'accent sur les canaux de transmission par exemple la transmission d'un maitre à son disciple, à travers un processus d'initiation, d"'initié" à "initiable" en vue de reconnaitre une vérité qui surplombe et pour être reconnue comme valable cette transmission est tenue de s'inscrire dans une filiation c'est-à-dire une lignée.
D'où le deuxième sens de ésotérisme dans le contexte de la philosophie classique héritière de la philosophie antique, les termes « ésotérique » et « exotérique » étaient utilisés par les chercheurs non pas pour désigner un secret, mais pour distinguer deux procédures de recherche et d'éducation : la première réservée aux enseignements qui étaient développés « dans les murs » de l'école philosophique, parmi un cercle de disciples pratiquants (« eso- » indiquant ce qui est interne, comme dans les cours donnés dans le cadre de  l'institution), et la seconde se référant à ceux dont les travaux étaient diffusés au public dans des discours et publiés (« exo- » : à l'extérieur). Le sens initial de ce dernier mot a été utilisé par Aristote qui parlait de « discours exotériques » ( ἐξωτερικοὶ λόγοι ), en référence aux discours prononcés à l'extérieur de son école. Ces textes « ésotériques » se référant à la philosophie naturelle et à la logique, enseignée lors d'une promenade avec ses étudiants,, n'ont été redécouverts et compilés que grâce aux efforts d'Andronic de Rhodes.
Plus tard, Jamblique présentera sa définition (proche de la définition moderne), car il classait les anciens pythagoriciens soit comme des mathématiciens « exotériques », soit comme des acousmatiques « ésotériques », ces derniers étant ceux qui diffusaient des enseignements énigmatiques et des significations allégoriques cachées.

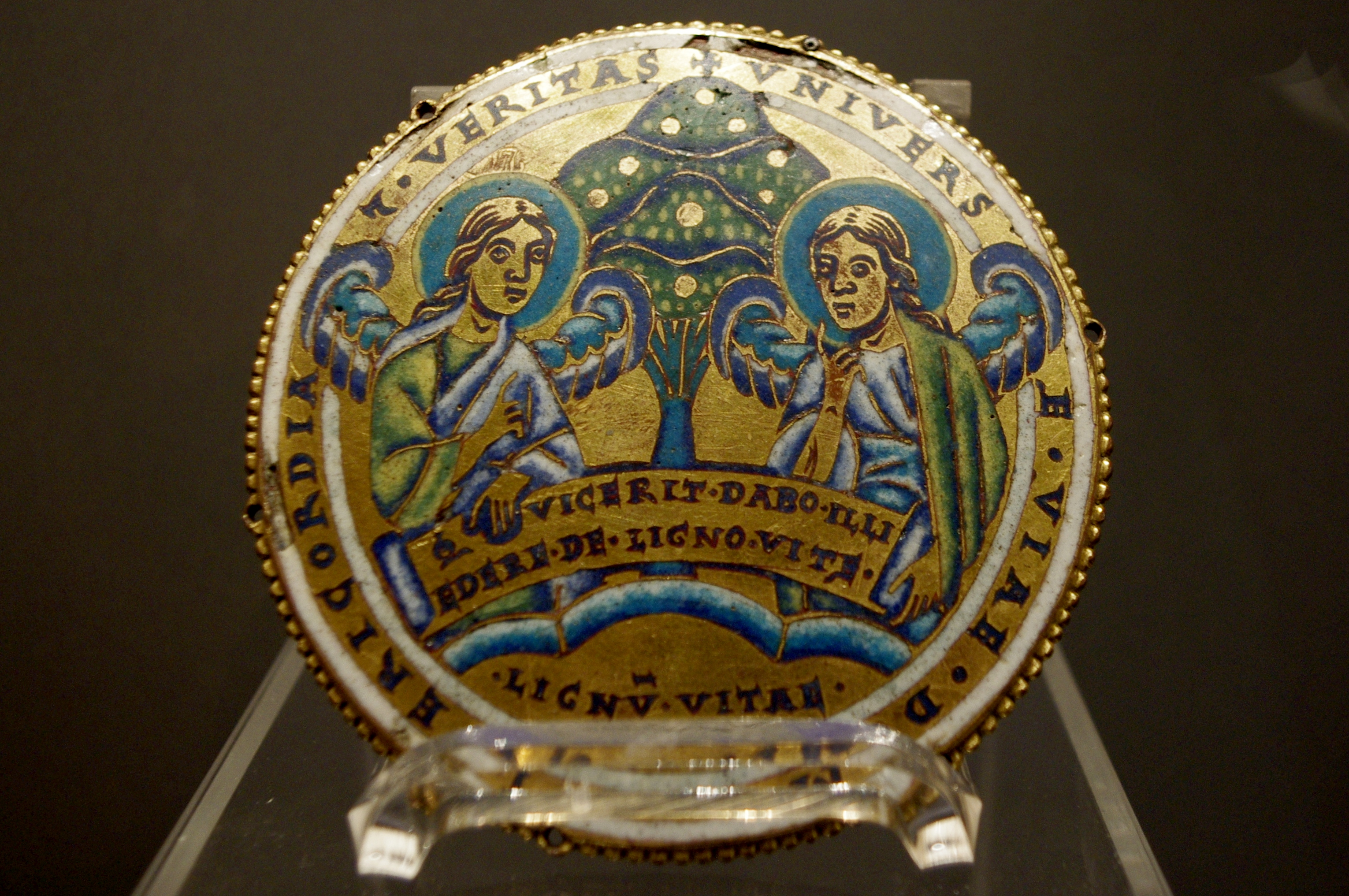
Arbre, symbole de vie et de connaissance.

#### Voies de la transmission de la sagesse
Selon le philosophe Mircea Eliade, la relation que l’être humain entretient avec les arbres ne relève pas d’un sentiment panthéiste d’adoration de la nature, mais s’ancre dans un symbolisme profond. L’arbre est perçu comme un pont entre deux dimensions : une réalité spirituelle invisible et une réalité concrète et sensible.
Symbole universel, l’arbre incarne l’unité des différents niveaux du réel. Il relie le ciel et la terre, la matière et l’esprit, l’inconscient et le conscient, le réel et le rêve. À ce titre, il joue un rôle de médiateur entre les contraires, qu’il harmonise. Sa structure tripartite — racines souterraines, tronc terrestre et feuillage céleste — en fait une représentation synthétique du monde et des voies d'accès à la connaissance. Les racines, sources spirituelles se situent dans l'invisible tout comme la germination originelle de la graine, le tronc et les branches constituent la philosophie intemporelle et ses formes exotériques, le feuillage et les fruits l'ensemble des modes d'expression culturelles de l'humanité.

### 6. La pratique de la concordance
Selon Faivre, il y a la conviction – partagée par de nombreux ésotéristes, notamment ceux de l'école traditionaliste – qu'il existe un principe unificateur fondamental, ou racine, d'où émergent les religions et pratiques spirituelles du monde. Le principe ésotérique commun réside dans le fait qu'atteindre ce principe unificateur permet d'unifier les différentes représentations et connaissances du monde.
Platon aurait transmis oralement à ses disciples des enseignements intramuros, dont le contenu supposé « ésotérique » concernant ces Principes premiers est particulièrement mis en évidence par l'École de Tübingen, par opposition aux enseignements écrits apparents transmis dans ses livres ou ses conférences publiques,.
S'inspirant de la tradition des discours censés révéler une vision de l'absolu et de la vérité présente dans la mythologie et les rites initiatiques des religions à mystères, Platon et sa philosophie ont initié la perception occidentale de l'ésotérisme, au point que Kocku von Stuckrad a déclaré que « l'ontologie et l'anthropologie ésotériques n'existeraient guère sans la philosophie platonicienne ». Les néoplatoniciens ont intensifié la recherche d'une « vérité cachée » sous la surface des enseignements, des mythes et des textes, développant l'herméneutique et l'exégèse allégorique de Platon, Homère, Orphée et d'autres.
Cette grille d’analyse permet de distinguer l’ésotérisme d'autres formes de pensée mystique ou religieuse, tout en soulignant sa cohérence interne et sa dynamique historique.

## Autres spécificités ou singularités de la philosophie ésotérique

### Approche et langage double: l'Homme extérieur et l'Homme intérieur
De nombreux spécialistes de l’ésotérisme sont désormais considérés comme des autorités intellectuelles respectées par les praticiens de diverses traditions ésotériques. Ceci a été permis par un double regard sur le monde ésotérique.
Wouter Hanegraaff établit une distinction entre une approche émique et une approche étique des études portant sur l'ésotérisme et les spiritualités en général. Ces deux types d'approche et de recherches sur le terrain font référence à deux points de vue obtenus : emique, de l'intérieur du groupe social (approche ésotérique) et etic, de l'extérieur (approche exotérique, c'est-à-dire de l'observateur).
L’approche émique est celle de l’alchimiste ou du théosophe. L’approche étique est celle du savant en tant qu’historien, chercheur, avec un regard critique. Une étude empirique de l'ésotérisme nécessite une approche simultanée « un matériel émique et une interprétation étique ». Cette double approche permet de lever une partie du voile et de rendre accessible le monde ésotérique invisible au penseur exotérique non initié.
Comme le souligne Arthur Versuis, l'ésotérisme, compte tenu de toutes ses formes variées et de sa nature intrinsèquement multidimensionnelle, ne peut être transmis sans aller au-delà des informations purement historiques : au minimum, l'étude de l'ésotérisme, et en particulier de sa philosophie, exige un certain degré de participation imaginative à ce que l'on étudie, qu'il nomme "an imaginative participation".

### L'Homme et l'invisible
"On ne voit bien qu'avec le cœur, l'essentiel est invisible pour les Yeux." Le Petit Prince.
Contrairement à l'approche moderniste, pour Saint Exupéry, les peuples traditionnels et le monde ésotérique, l'invisible n'est pas une idée ou un concept mais une dimension de la vie et de l’existence. Pour l'homme contemporain, le réel et le concret sont deux mots synonymes facilement employés l'un pour l'autre. Ce qui est concret est ce qui est réel, mais pour l'homme des sociétés traditionnelles ou l'ésotériste, comme le souligne Jean Servier dans une vaste étude menée à travers les cinq continents, le réel est bien plus vaste que le concret ce qui entraine beaucoup de difficultés de compréhension avec la vision exotérique moderne pour qui l'identification faite entre ce qui est observable et le réel sous-entend que ce qui n'est pas perceptible par nos sens physiques ou nos instruments n'est pas réel,. L'explorateur Knud Rasmussen relate ce fait par le témoignage d'un Eskimo, qui disait, "nous considérons la présence de l'âme entre le monde visible et invisible comme la chose la plus importante de toute."
Dans cette perspective, l'homme, son corps, sa vie, devient l'autel de l'invisible et la mystique la voie d'accès à cet invisible. 

#### Le secret
Dans son ouvrage dédié aux enseignements secrets des bouddhistes tibétains, Alexandra David-Neel dévoile l'origine de cette caractéristique omniprésente dans l'ésotérisme :
« Ce n'est pas du maître que dépend le "secret", c'est de celui qui l'écoute...On peut clamer sur les grandes routes les enseignements tenus pour secret, ils demeureront "secrets" pour les individus à l'intellect obtus qui entendront les discours qu'on leur addressera et n'en saisiront que le son...Il existe des instructeurs capables de discerner le degrès d'acuité intellectuelle de ceux qui sollicitent leur enseignement et ils réservent l'exposition de certaines doctrines à ceux-là seuls qu'ils jugent capables de les comprendre».

### La tradition primordiale
En référence à une sagesse originelle et universelle servant de référence, transmise par une chaine d'initiés dans une filiation authentique, d'où l'expression de « philosophia perennis » reprise par Leibnitz dans un cadre philosophique qui déborde largement celui de l'ésotérisme. Ce dépôt de sagesse et de gnose appartenait dès son origine à l'humanité qui l'a laissé s'éparpiller et se dissoudre rappelait souvent René Guénon (1886-1951). Pour retrouver la vrai voie ésotérique, il est alors possible de la rechercher par delà les bases exotériques que sont les mythes et les religions simples rameaux d'une « unité qui les transcende ». « Tradition » se disant en hébreu « Kabbalah »,.

### Éclectisme
Plus qu'un enrichissement culturel qu'elle favorise, aller rechercher derrière les ramifications variées et complexe des culture, une architecture, une musique sacrée qui fait lien à la tradition et peut unir les hommes et construire une fraternité. Par exemple, une figure essentielle de cette quête à la renaissance fut Pic de la Mirandole, qui en 1486 invite les érudits de toute l'Europe à venir débattre avec lui des 900 thèses qu'il avait rédigées. Pic de la Mirandole soutenait que toutes ces philosophies reflétaient une grande sagesse universelle. Ces idées furent fut condamnées par le pape Innocent VIII pour avoir tenté de mélanger les idées païennes et juives avec le christianisme. Plus récemment et en France, Antoine Faivre considère que La Nouvelle Acropole représente bien cette voie.

### Humanisme et hermétisme

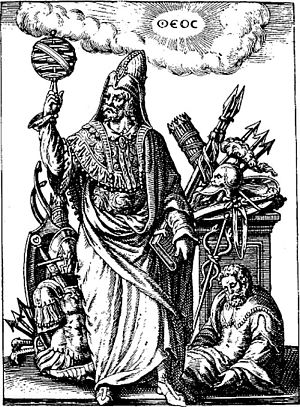
Une illustration ultérieure d'Hermès Trismégiste.

L'un des éléments de cette doctrine était l'hermétisme, une école de pensée hellénistique égyptienne redécouverte à la renaissance qui tire son nom du légendaire sage égyptien, Hermès Trismégiste. Aux siècles IIe au IIIe siècle, un certain nombre de textes attribués à Hermès Trismégiste sont apparus, notamment le Corpus Hermeticum redécouvert à la renaissance et traduit en latin par Marsile Ficin, Asclépios et le Discours sur les VIIIe et IXe siècles.
La Table d’émeraude  est l’un des textes les plus célèbres de la littérature alchimique et hermétique. Attribué traditionnellement à Hermès Trismégiste, ce court écrit constitue le socle de la pensée alchimique. Composée d’une douzaine de formules allégoriques, la Table d’émeraude expose en termes symboliques les principes de la transformation de l'homme, ainsi que la correspondance entre les mondes visible et invisible.

La formule la plus célèbre de ce texte est :
« Ce qui est en bas est comme ce qui est en haut, et ce qui est en haut est comme ce qui est en bas. »
Cette maxime, expression du principe de correspondance universelle, a influencé de nombreuses traditions ésotériques, philosophiques et mystiques, en particulier dans le cadre de l’hermétisme.

### Une philosophie en quête du mystère de l'Homme et de la Nature
Un représentant de cette approche fut Paracelse (1493/94–1541), qui s’inspira de l’alchimie et de la magie populaire pour s’opposer à l’establishment médical dominant de son époque, qui, comme dans l’Antiquité, fondait encore son approche sur les idées du médecin et philosophe du deuxième siècle, Galien, un Grec de l’Empire romain. Au lieu de cela, Paracelse a exhorté les médecins à apprendre la médecine à travers l'observation du monde naturel.

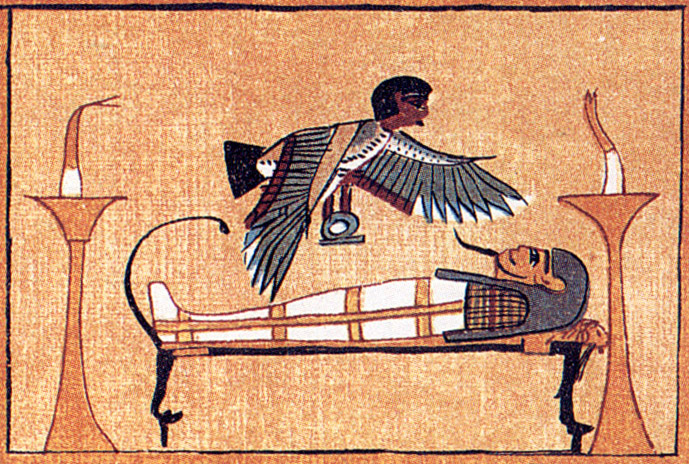
L'âme ou Ba égyptienne.

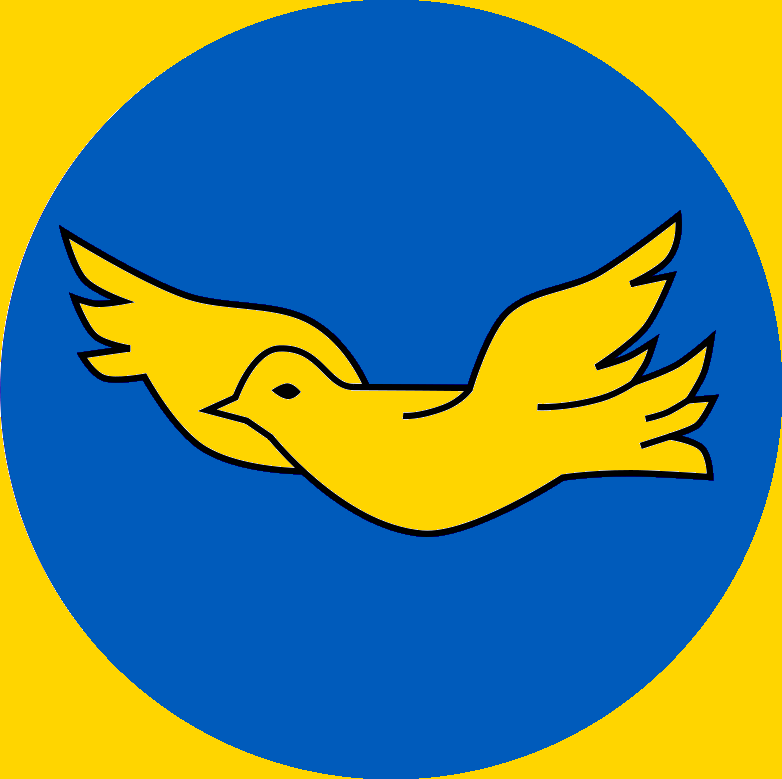
Colombe - symbole universel

### L'âme
L'âme est représentée dans la plupart des civilisations sous forme d'oiseau, colombe en Occident, perroquet en Amérique précolombienne, oiselet en Égypte antique et est traditionnellement liée à la philosophie depuis que Socrate s'est lui-même défini comme un accoucheur des "âmes".
Une forme d'ésotérisme dans l'Antiquité tardive était le néoplatonisme, école de philosophie fortement influencée par les idées de Platon et portée par des figures telles que Plotin, Porphyre, Jamblique et Proclus. Le néoplatonisme décrivait le voyage de l'âme humaine, tombée depuis son origine céleste dans le monde matériel, rêvant et tendant à s'élever à travers un certain nombre d'étapes et d'états de l'être pour revenir à ses origines divines, tout comme le voyage accompli par Ulysse vers Ithaque.

#### La vie Une et la réincarnation
Les chercheurs reconnaissent néanmoins que diverses traditions non occidentales ont exercé « une influence profonde » sur l'ésotérisme occidental, citant l'exemple de l'incorporation par la Société Théosophique de concepts hindous et bouddhistes comme la réincarnation dans ses doctrines.

### Initiation et destin

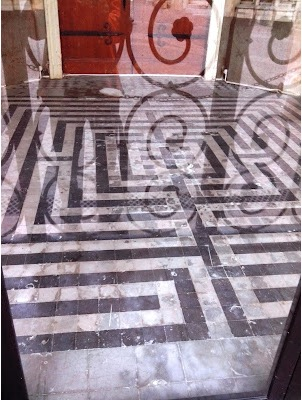
Labyrinthe - à la rencontre du Minotaure.

Le thème du labyrinthe donne la signification profonde de l'initiation comme le disait Platon à propos des Mystères d'Eleusis. "Celui qui viendra chez Hadès sans avoir pris part à l'initiation et aux mystères sera plongé dans le bourbier ; au contraire, celui qui aura été purifié et initié vivra avec les dieux" (Phédon, 13).
Un autre aspect de l'initiation est la révélation de l'origine mystique du groupe et prise de conscience sociale.

## Critiques et controverses

### Mouvement New Age
Dans les années 1960 et 1970, l’ésotérisme a été de plus en plus associé à la contre-culture croissante en Occident, dont les adeptes se considéraient comme participant à une révolution spirituelle qui a marqué l’ère du Verseau. Les idées ésotériques ont imprégné la contre-culture des années 1960 et les tendances culturelles ultérieures, ce qui a conduit au phénomène New Age dans les années 1970. Ce mouvement a fait l’objet d’une commercialisation croissante, les entrepreneurs exploitant alors l’expansion du marché spirituel.
À l’inverse, d'autres formes de pensée ésotérique conservent un caractère anti-commercial et contre-culturel, hérité des années 1960 et 1970. C’est notamment le cas du mouvement techno-chamanique, promu par des personnalités comme Terence McKenna et Daniel Pinchbeck, s’appuyant sur les travaux de l’anthropologue Carlos Castaneda.

### Allemagne nazie
La diffusion d’enseignements secrets et de pratiques magiques a rencontré un écho favorable dans le contexte instable de l’Allemagne de l’entre-deux-guerres. Des auteurs tels que Guido von List ont contribué à la propagation d’idées néo-païennes et nationalistes, mêlant wotanisme et éléments issus de la Kabbale.
Des figures influentes et aisées furent attirées par des sociétés secrètes, notamment la Société de Thulé. Karl Harrer, membre actif de cette société, fut l’un des fondateurs du Parti des travailleurs allemands, qui deviendra par la suite le Parti national-socialiste des travailleurs allemands (Parti nazi). Des personnalités liées au nazisme, comme Alfred Rosenberg, Rudolf Hess ou encore Dietrich Eckart (considéré comme mentor d’Adolf Hitler), furent associées à la Société de Thulé en tant que « invités ».
Une fois au pouvoir, les nazis menèrent une politique de persécution à l’encontre des occultistes. Bien que des dirigeants tels que Adolf Hitler et Joseph Goebbels aient exprimé une hostilité envers l’occultisme, Heinrich Himmler fit appel à Karl Maria Wiligut, qu’il considérait comme un voyant, pour élaborer les symboles et rituels de la SS. Toutefois, Wiligut ne fut pas consulté pour des décisions politiques majeures. En 1939, il fut écarté de la SS à la suite de son internement pour troubles mentaux.

### Spiritisme
Les états de transe somnambuliques ont fortement influencé le spiritualisme, qui a émergé aux États-Unis dans les années 1840 et s'est répandu dans toute l'Amérique du Nord et l'Europe. Le spiritisme était basé sur le concept selon lequel les individus pouvaient communiquer avec les esprits des défunts. La plupart des formes de spiritualisme avaient peu de profondeur théorique, étant axè principalement sur la quète de phénomènes physiques, cependant des visions du monde théologiques complètes ont été développées par Andrew Jackson Davis (1826–1910) et Allan Kardec (1804–1869). L’intérêt des scientifiques à propos des prétentions spiritualistes a conduit au développement de la recherche psychique. Le somnambulisme a également exercé une forte influence sur les premières disciplines de la psychologie et de la psychiatrie ; les idées ésotériques imprègnent le travail de nombreuses figures pionnières de ce domaine, notamment Carl Gustav Jung — bien qu'avec l'essor de la psychanalyse et du behaviorisme au XXe siècle, ces disciplines se soient éloignées de l'ésotérisme.

### Contestation de l'universalité
John Toland affirme en 1720 que la distinction ésotérique - exotérique actuelle est un phénomène universel, présent à la fois en Occident et en Orient. Ceci a été confirmé par l'émergence d'études académiques orientalistes, qui depuis le XVIIe siècle ont identifié la présence des mystères, de secrets ou d'une sagesse antique ésotérique dans les textes et pratiques persans, arabes, indiens et extrême-orientaux (voir aussi Réception occidentale précoce de l'ésotérisme oriental),.
Ce modèle de compréhension de l’ésotérisme présente plusieurs problèmes. Le plus significatif est qu’il repose sur la conviction qu’il existe une « dimension universelle, cachée et ésotérique de la réalité » qui existe objectivement. L’existence de cette tradition intérieure universelle n’est pas accessible par des recherches scientifiques ou savantes ; si bien que Hanegraaff a pensé qu'il était préférable d'adopter un point de vue basé sur l'agnosticisme méthodologique en déclarant que « nous ne savons tout simplement pas - et ne pouvons pas savoir » s'il existe ou non. Il a noté que, même si une telle nature vraie et absolue de la réalité existe, elle n'est accessible que par des pratiques spirituelles « ésotériques » et ne peut être découverte ou mesurée par les outils « exotériques » de la recherche scientifique et érudite.

## Études universitaires
L'étude académique de l'ésotérisme occidental a été lancée au début du XXe siècle par des historiens du monde antique et de la Renaissance européenne, qui ont fini par reconnaître que, même si les études précédentes l'avaient ignoré, l'effet des écoles de pensée préchrétiennes et non rationnelles sur la société et la culture européennes méritait une attention académique. L'un des centres clés de cette réflexion fut l'Institut Warburg de Londres, où des chercheurs comme Frances Yates, Edgar Wind, Ernst Cassirer et DP Walker commencèrent à affirmer que la pensée ésotérique avait eu un impact plus important sur la culture de la Renaissance que ce qui avait été accepté auparavant. Plus particulièrement l'ouvrage de Yates Giordano Bruno et la tradition hermétique, sorti en 1964, a été reconnu comme le point de départ de la recherche moderne sur l'ésotérisme, réussissant à amener la recherche sur une nouvelle voie  en apportant une prise de conscience de l'effet des idées ésotériques sur la science moderne.
En 1965, à l'instigation de Henry Corbin, l'École pratique des hautes études de la Sorbonne crée le premier poste universitaire au monde consacré à l'étude de l'ésotérisme, avec une chaire d'Histoire de l'ésotérisme chrétien. Son premier titulaire fut François Secret, spécialiste de la Kabbale chrétienne. En 1979, Faivre prend la chaire de la Sorbonne rebaptisée « Histoire des courants ésotériques et mystiques dans l'Europe moderne et contemporaine ». Faivre est depuis considéré comme étant responsable de la formalisation de l'étude de l'ésotérisme. Son ouvrage L'ésotérisme paru en 1992 a marqué « le début de l'étude de l'ésotérisme en tant que domaine de recherche académique ». En 2002, il a été remplacé par Jean-Pierre Brach.
Faivre a noté deux obstacles importants à l’établissement du domaine. L’un d’eux était un préjugé profondément ancré à l’égard de l’ésotérisme au sein du monde universitaire, qui a donné lieu à la perception répandue que l’histoire de l’ésotérisme n’était pas digne de faire l’objet de recherches universitaires. L’autre était le statut de l’ésotérisme en tant que domaine transdisciplinaire, dont l’étude ne s’inscrivait clairement dans aucune discipline particulière. Comme l'a noté Hanegraaff, l'ésotérisme doit être étudié comme un domaine distinct de la religion, de la philosophie, de la science et des arts, car même s'il « participe à tous ces domaines », il ne s'inscrit pleinement dans aucun d'entre eux. Ailleurs, il a noté qu'il n'y avait « probablement aucun autre domaine des sciences humaines qui ait été aussi sérieusement négligé par le monde universitaire » que l'ésotérisme en occident.
En 1980, l'Académie Hermétique basée aux États-Unis a été fondée par Robert A. McDermott comme un débouché pour les chercheurs américains intéressés par l'ésotérisme occidental.

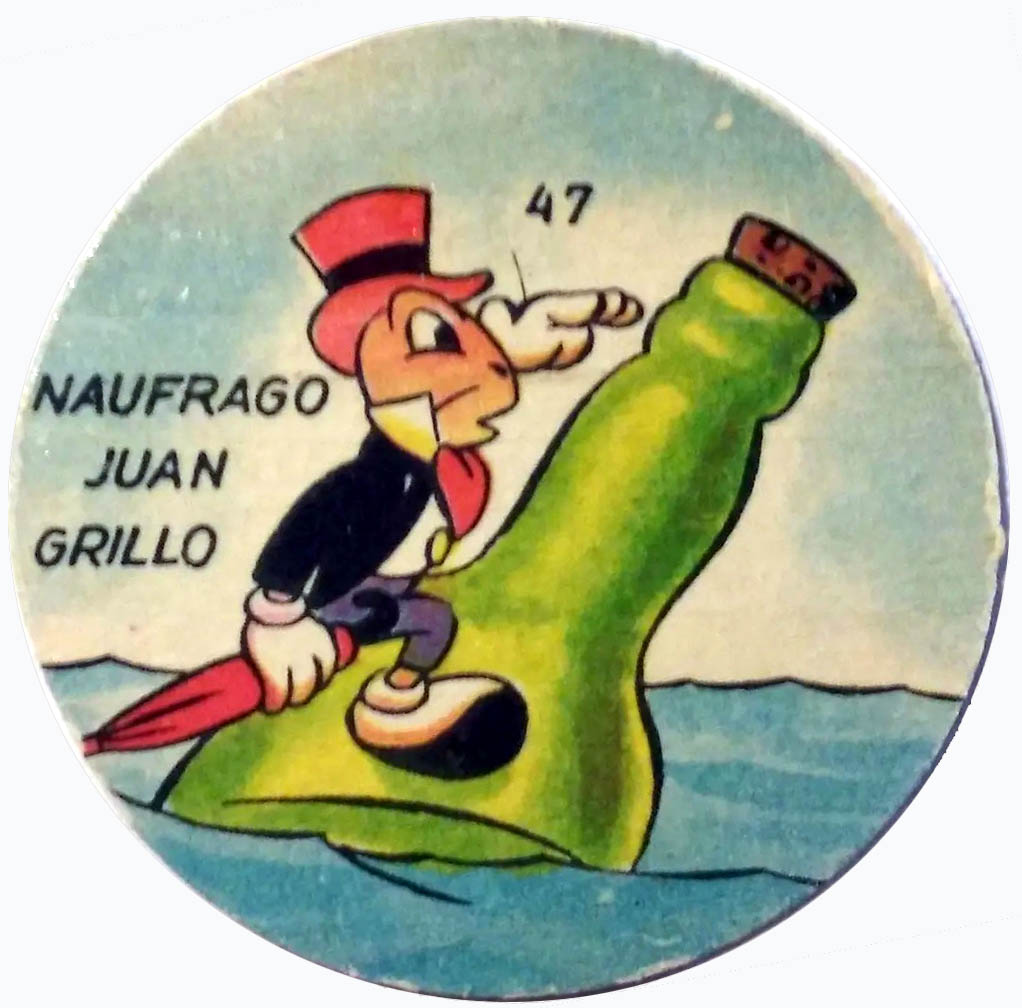
Jiminy le criquet, l'âme naufragée de l'Occident.

## Dans la culture populaire
En 2013, Asprem et Granholm ont souligné que « l'ésotérisme contemporain est intimement et de plus en plus lié à la culture populaire et aux nouveaux médias ».
Granholm a noté que les idées et les images ésotériques apparaissent dans de nombreux aspects des médias populaires occidentaux, citant des exemples tels que Buffy contre les vampires, Avatar, Hellblazer et À la croisée des mondes. Mais ce domaine présente des problèmes dans la mesure où il y a une différence à faire entre l’ésotérisme et les éléments non ésotériques de la culture qui s’appuient sur l’ésotérisme. Il note qu'il est extrêmement difficile de faire la différence entre les artistes qui sont « proprement occultes » et ceux qui font référence superficiellement à des thèmes ou à une esthétique occultes.
Les écrivains intéressés par les thèmes occultes ont adopté trois stratégies différentes pour traiter le sujet : ceux qui sont bien informés sur le sujet, incluant des images attrayantes de l'occultisme et des occultistes dans leur travail, ceux qui déguisent l'occultisme dans « un réseau d'intertextualité », et ceux qui s'y opposent et cherchent à le déconstruire.

### Harry Potter (et lapierre philosophale)

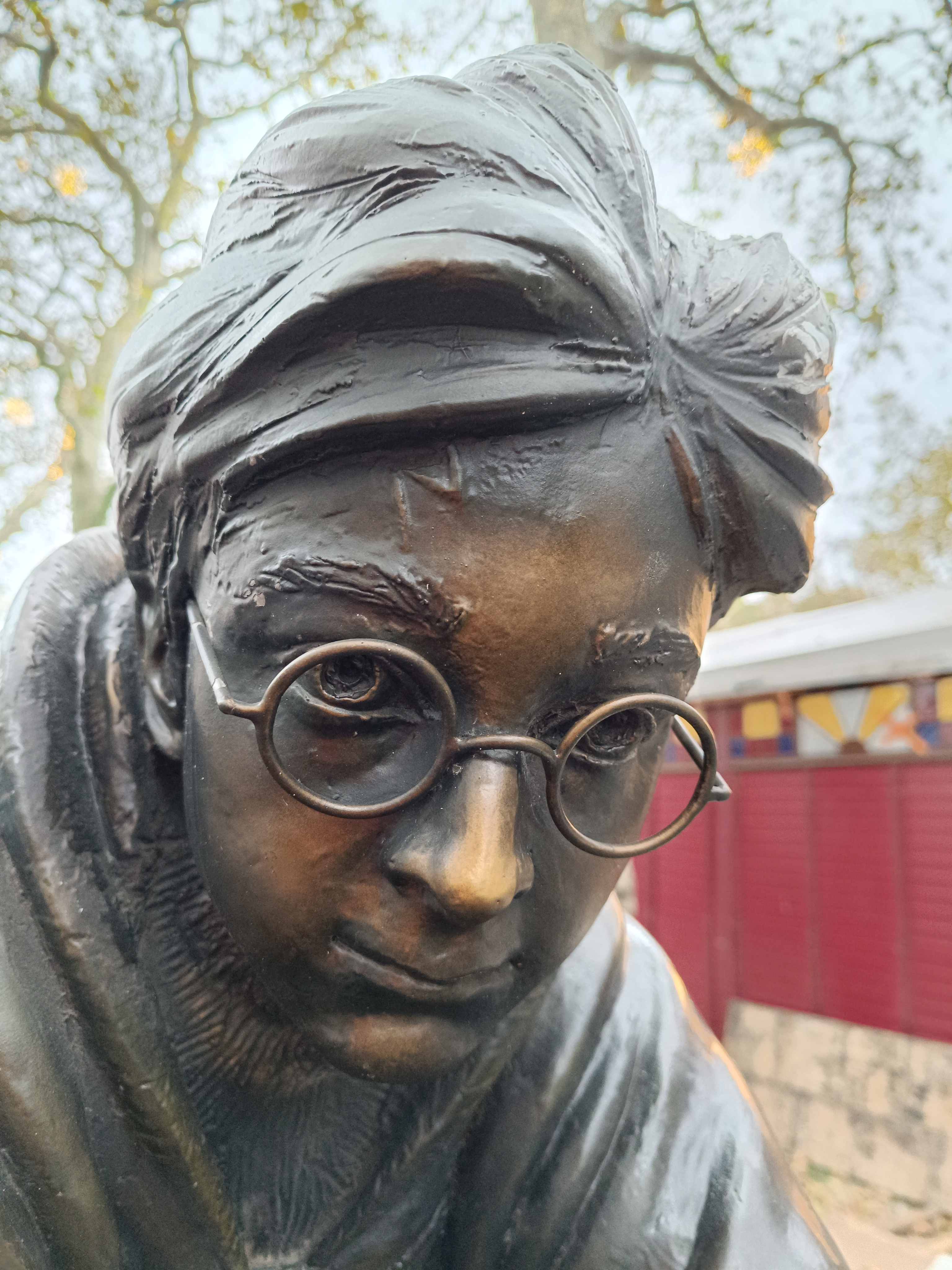
Harry Potter à Londres

L’univers de Harry Potter, créé par l’autrice britannique J. K. Rowling, a captivé et continue de captiver des dizaines de millions de lecteurs et de spectateurs à travers le monde. Au-delà de son succès littéraire et cinématographique, cette œuvre se prête à une lecture philosophique ésotérique.
L’entrée dans le monde magique de Harry Potter, peut être interprétée comme une initiation non seulement à l'ésotérisme, mais également à la pensée philosophique. À travers son univers symbolique, l’école de sorcellerie de Poudlard devient ainsi un espace de réflexion sur le monde invisible, les grandes questions de l’existence, à la manière de l’Académie platonicienne.
Plusieurs personnages incarnent des enseignements philosophiques. Le professeur Albus Dumbledore par exemple, figure de sagesse, adopte une posture idéaliste et morale. Harry Potter offre donc un prétexte à revisiter les aventures du célèbre sorcier en offrant au lecteur une initiation ludique et stimulante à la philosophie, intégrée à un univers ésotérique familier.